# 1878
1878 (MDCCCLXXVIII) var ett normalår som började en tisdag i den gregorianska kalendern och ett normalår som började en söndag i den julianska kalendern.

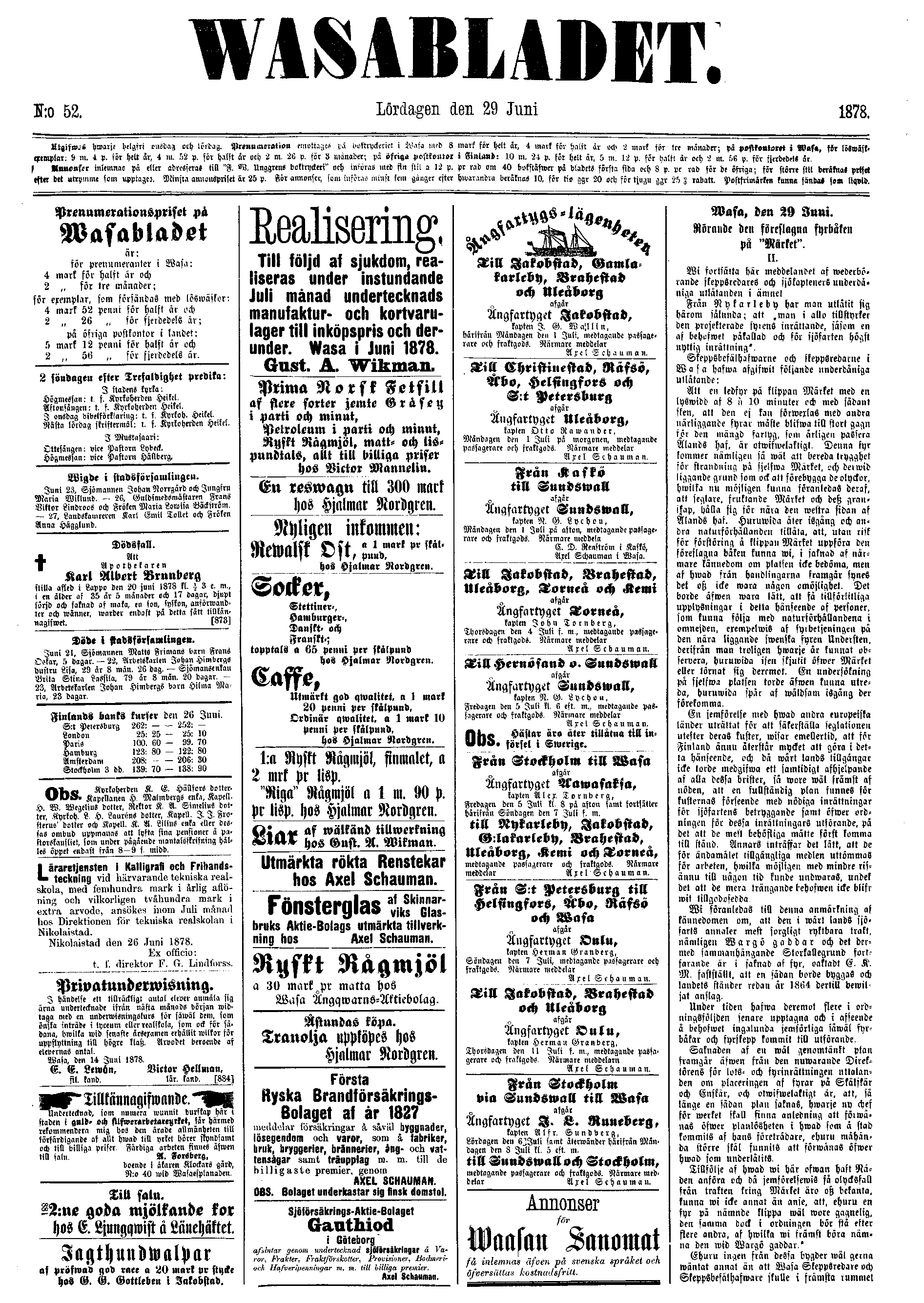
Vasabladet 29 juni 1878

## Händelser

### Januari
- 5 januari
  - Dimmalætting blir officiell tidning på Färöarna.
  - Sveriges nationalbibliotek, Kongl. Biblioteket, får egen byggnad i Humlegården i Stockholm.[1]

### Februari
- 20 februari – Sedan Pius IX har avlidit den 7 februari väljs Vincenzo Gioacchino Raffaele Luigi Pecci till påve och tar namnet Leo XIII.

### Mars
- 16 mars – Ön Saint-Barthélemy, Sveriges sista koloni, som Gustav III förvärvade 1784, säljs tillbaka till Frankrike.[2]

### Maj
- 2 maj – En ny omgång smeder utvandrar från Degerfors till svenskkolonin i Uralbergen, som bildats två år tidigare.

### Juni

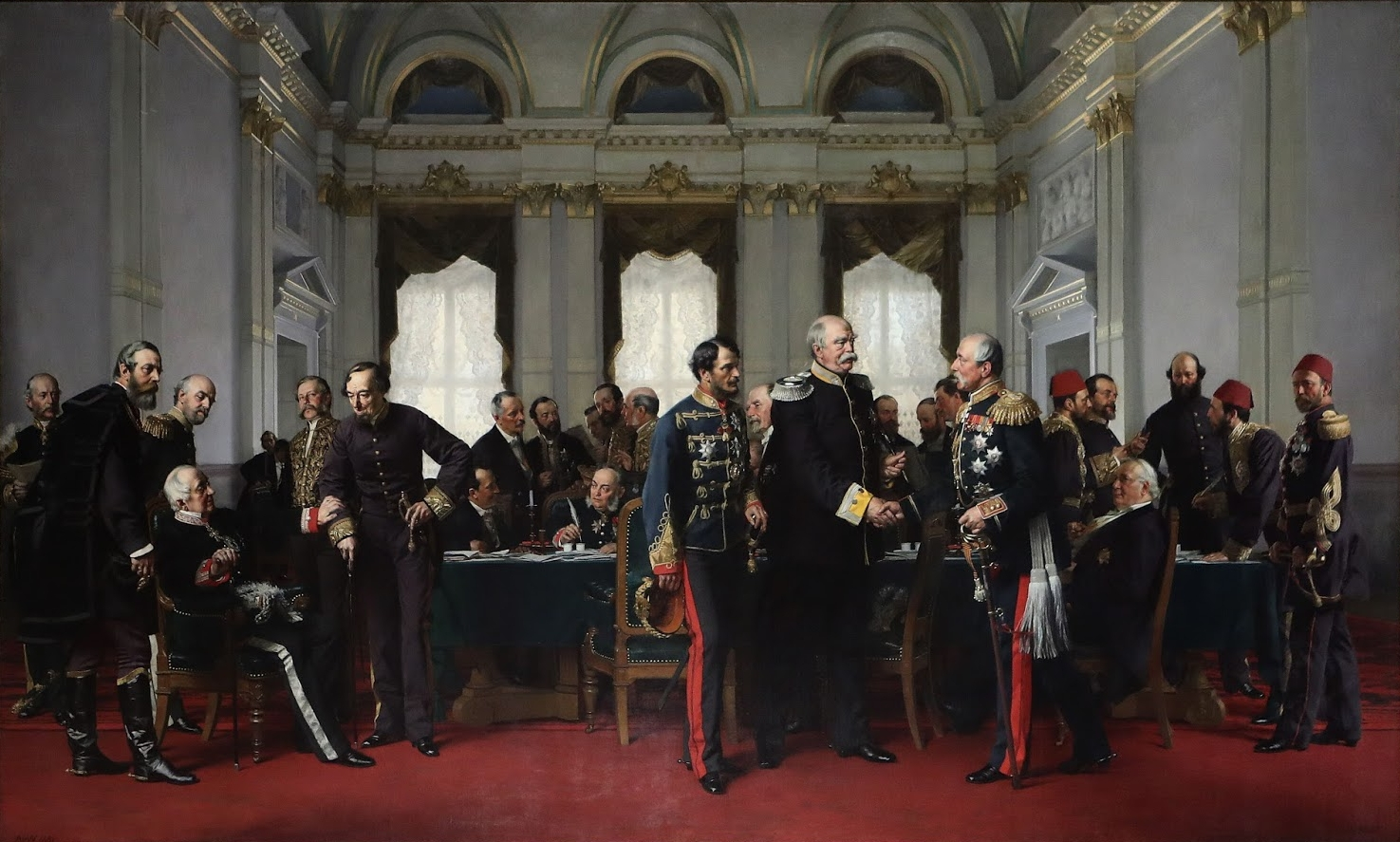
Berlinkongressen.

- 13 juni–13 juli – Berlinkongressen reglerar stormakternas förhållanden i östra Europa.

### Juli
- 21 juli – Vegaexpeditionen under Adolf Erik Nordenskiöld med fartyget Vega startar för att finna Nordostpassagen.
- 22 juli – En rysk beskickning anländer till Kabul.

### Augusti
- 7 augusti – Frälsningsarméns handlingsdokument skrivs under.[3]
- 14 augusti – Storbritannien begär att få skicka en beskickning till Kabul, men nekas, vilket utlöser andra afghankriget, som varar till 1880.
- 20 augusti – Nordenskiölds expedition ankrar vid Kap Tjeljuskin, den eurasiska kontinentens nordligaste udde.
- Augusti – Svenska missionsförbundet bildas som en utbrytning ur Evangeliska Fosterlands-Stiftelsen.

### September
- 12 september - London-obelisken reses, West End, London

- 26 september – Båten Vega fryser fast i isen under Vegaexpeditionen.

### Oktober
- 4 oktober – Vislanda-Bolmens Järnväg (ViBJ) invigs och öppnas för trafik.
- 11 oktober – Den senaste (och sista?) av Svenska kyrkans officiellt fastställda "katekesutvecklingar", långkatekesen, ges ut.[4]
- 14 oktober – Stockholms högskola grundas i Sverige efter en insamling bland allmänheten och ett tidsbegränsat bidrag från Stockholms stad.[5]
- 21 oktober – Tidningen Bohusläningen grundas av Ture Malmgren i Uddevalla, Sverige.[6]

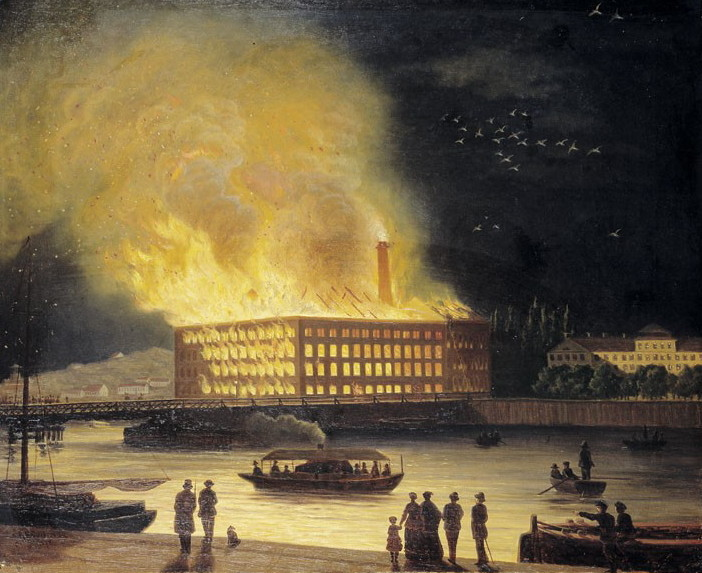
Eldkvarn brinner.

- 31 oktober – Den ångdrivna Eldkvarn på Kungsholmen i Stockholm, Sverige härjas av en våldsam eldsvåda i "århundradets brand". "När Eldkvarn brann" blir ett talesätt i Stockholm.

### November
- 1 november – I Sverige införs en läroverksstadga som delar in läroverksstadierna i "högre allmänna läroverket" med 9-årig studiegång fram till slutexamen och ett lägre läroverk med 3- eller 5-årig studiegång och utan slutexamen.
- 22 november – Metersystemet införs officiellt i Sverige [7].

### December
- 6 december – På Hotell Witt i Kalmar förevisas fonografen för första gången i Sverige.

### Okänt datum
- Gustaf de Laval uppfinner separatorn, som snabbt kan separera grädden från mjölken, och grundar AB Separator.
- Ericsson börjar tillverka bordstelefonen, men eftersom telefonens uppfinnare, Alexander Graham Bell, har patent på telefonen, kan bellkoncernen blockera den svenska marknaden.
- Slåttermaskinen konstrueras av uppfinnaren Helge Palmcrantz.
- Universitetshusen i Uppsala och Lund börjar uppföras under ledning av H.T. Holmgren respektive Helgo Zettervall.
- Bestuzjevkurserna för kvinnor öppnar i St Petersburg i Ryssland.
- Den berömda leksaksaffären Claestorpsboden grundas i gamla operahuset i Stockholm och kommer att existera till 1973.
- Brännvinskungen Lars Olsson Smith arrangerar en alkoholkongress i Paris, där finkelspritens skadlighet vetenskapligt bevisas.
- Sveriges första läroplan för folkskolan, en så kallad "Normalplan för undervisningen i folkskolor och småskolor", antas.
- Thomas Edison konstruerar glödlampan.
- Fotbollsklubben Manchester United FC bildas.
- Tyska ersätter franska som andraspråk vid svenska läroverk.[8]
- Svenska Federationen grundas för att avskaffa den så kallade reglementeringen av prostituerade.
- Nuvarande Pågen grundas i Malmö under namnet A. Påhlssons bageri.

## Födda

### Första kvartalet

#### Januari
- 4 januari – Rosa Grünberg, svensk skådespelare och opera- och operettsångerska. (död 1960)
- 6 januari – Carl Sandburg, amerikansk författare av svenskt ursprung. (död 1967)
- 12 januari – Ferenc Molnár, ungersk dramatiker. (död 1952)
- 13 januari – Harry Bernard, amerikansk skådespelare. (död 1940)
- 25 januari
  - Ernst Alexanderson, svensk ingenjör. (död 1975)
  - Harry L. Davis, amerikansk republikansk politiker, guvernör i Ohio 1921–1923. (död 1950)
- 26 januari – Charles Magnusson, svensk filmproducent, fotograf, filmbolagsdirektör, regissör och manusförfattare. (död 1948)
- 29 januari – Walter F. George, amerikansk demokratisk politiker, senator 1922–1957. (död 1957)

#### Februari
- 8 februari – Martin Buber, österrikisk judisk religionsfilosof och professor. (död 1965)
- 15 februari – John W. Björling, svensk skådespelare, bryggeriarbetare och timmerman. (död 1953)
- 19 februari – Harriet Bosse, norsk-svensk skådespelare. (död 1961)
- 26 februari – Kazimir Malevitj, rysk målare, grundare av suprematismen. (död 1935)

#### Mars
- 4 mars – Tyra Leijman-Uppström, svensk skådespelare. (död 1951)
- 5 mars – Ellen Trotzig, svensk konstnär. (död 1949)
- 8 mars – Cyrus Locher, amerikansk demokratisk politiker, senator 1928. (död 1929)
- 12 mars – Gemma Galgani, italiensk jungfru och mystiker; helgon. (död 1903)
- 16 mars
  - Clemens August von Galen, tysk romersk-katolsk biskop och kardinal, saligförklarad. (död 1946)
  - Reza Pahlavi, iransk militär och shah 1926–1941. (död 1944)

### Andra kvartalet

#### April
- 7 april – Ivar Tengbom, svensk arkitekt och professor. (död 1968)
- 17 april – Per Jonas Edberg, svensk hemmansägare och politiker (bondeförbundet). (död 1957)
- 26 april – Rafael Guízar Valencia, mexikansk romersk-katolsk biskop, helgon. (död 1938)

#### Maj
- 4 maj – William M. Whittington, amerikansk demokratisk politiker, kongressledamot 1925–1951. (död 1962)
- 5 maj – Edward James Gay, amerikansk demokratisk politiker, senator 1918–1921. (död 1952)
- 10 maj – Gustav Stresemann, tysk politiker, förbundskansler 1923, mottagare av Nobels fredspris 1926. (död 1929)
- 21 maj – Glenn Curtiss, amerikansk flygpionjär. (död 1930)
- 26 maj – Thomas H. Moodie, amerikansk demokratisk politiker, guvernör i North Dakota 1935. (död 1948)

#### Juni
- 2 juni – Tyra Dörum, svensk skådespelare. (död 1951)
- 3 juni – Thomas Jefferson Lilly, amerikansk demokratisk politiker, kongressledamot 1923–1925. (död 1956)
- 4 juni – Thomas D. Schall, amerikansk republikansk politiker. (död 1935)
- 5 juni – Pancho Villa, mexikansk general och revolutionär. (död 1923)
- 15 juni – Wollmar Boström, svensk kammarherre, diplomat, kabinettssekreterare och tennisspelare. (död 1956)

### Tredje kvartalet

#### Juli
- 1 juli – Joseph Maréchal, belgisk jesuit och filosof. (död 1944)
- 22 juli – Janusz Korczak, polsk läkare, författare och barnpedagog. (död 1942)
- 27 juli – Ejnar Smith, svensk författare och manusförfattare. (död 1928)
- 28 juli – Wilhelm Prentzel, tysk sjömilitär, amiral 1941. (död 1945)
- 29 juli – James M. Slattery, amerikansk demokratisk politiker, senator 1939–1940. (död 1948)

#### Augusti
- 2 augusti – Ingeborg av Danmark, svensk prinsessa. (död 1958)
- 12 augusti – Robert D. Carey, amerikansk republikansk politiker, senator 1930–1937. (död 1937)
- 14 augusti – Anton de Verdier, svensk skådespelare. (död 1954)

#### September
- 2 september – Maurice René Fréchet, fransk matematiker. (död 1973)
- 8 september – James V. McClintic, amerikansk demokratisk politiker, kongressledamot 1915–1935. (död 1948)
- 20 september – Upton Sinclair, amerikansk författare. (död 1968)
- 24 september – Ivan Bratt, svensk läkare, alkoholpolitiker och entreprenör. (död 1956)
- 26 september – Kurt von Hammerstein-Equord, tysk general. (död 1943)

### Fjärde kvartalet

#### Oktober
- 9 oktober – Erland Colliander, svensk skådespelare. (död 1949)
- 16 oktober
  - Sam Ask, svensk manusförfattare och skådespelare. (död 1937)
  - Franz Reichelt, österrikisk skräddare och fallskärmsdesigner. (död 1912)
- 22 oktober – Erik Forslund, svensk skådespelare. (död 1960)

#### November
- 7 november – Lise Meitner, österrikisk-judisk fysiker. (död 1968)
- 12 november – John Lindlöf, svensk skådespelare och regissör. (död 1954)
- 14 november – Louis Marcoussis, fransk målare och grafiker. (död 1941)
- 20 november – Albert W. Hawkes, amerikansk affärsman och republikansk politiker, senator 1943–1949. (död 1971)
- 21 november – Ibra Charles Blackwood, amerikansk demokratisk politiker, guvernör i South Carolina 1931–1935. (död 1936)
- 22 november – Karin Alexandersson, svensk skådespelare. (död 1948)
- 23 november – Ernest King, amerikansk sjömilitär. (död 1956)

#### December
- 18 december – Josef Stalin, sovjetisk politiker, statschef (diktator) 1924–1953. (död 1953)
- 22 december – Knut Frankman, svensk skådespelare. (död 1951)
- 25 december – Louis Chevrolet, amerikansk racerförare, grundare av bilmärket Chevrolet. (död 1941)

## Avlidna

### Första kvartalet

#### Januari
- 9 januari – Viktor Emanuel II, 57, kung av Sardinien 1849–1861, det enade Italiens förste kung 1861–1878.
- 27 januari – John Bozman Kerr, 68, amerikansk diplomat och politiker.

#### Februari
- 7 februari – Pius IX, 85, född Giovanni Maria Mastai-Ferretti, påve sedan 1846.
- 8 februari – Elias Fries, 83, svensk botaniker och professor, ledamot av Svenska Akademien 1847–1878.
- 12 februari – Alexander Duff, 71, skotsk missionär i Indien.
- 26 februari – Angelo Secchi, 59, italiensk astronom.

#### Mars
- 2 mars – Benjamin Wade, 77, amerikansk politiker, senator 1851–1869.
- 6 mars – Asa Biggs, 67, amerikansk demokratisk politiker och jurist.

### Andra kvartalet

#### April
- 1 april – Madame Restell, 66, amerikansk abortör.
- 9 april – Edward J. Masterson, 25, amerikansk sheriff, mördad.

#### Maj
- 17 maj – Eric Gustaf Lilliehöök, 70, svensk militär och riksdagsman.
- 28 maj – Lord John Russell, 85, brittisk statsman, premiärminister.

#### Juni
- 6 juni – Robert Stirling, 87, skotsk präst och uppfinnare av stirlingmotorn.
- 13 juni – Carl Stål, 45, svensk entomolog.
- 27 juni – Sidney Breese, 77, amerikansk demokratisk politiker och jurist, senator 1843–1849.

### Tredje kvartalet

#### Juli
- 17 juli – Aleardo Aleardi, 65, italiensk diktare.
- 21 juli – Sam Bass, 27, amerikansk tågrånare och western-ikon.
- 23 juli – Carl von Rokitansky, 74, österrikisk anatom.

#### Augusti
- 23 augusti – Adolf Fredrik Lindblad, 77, svensk kompositör.

#### September
- 22 september – Wilhelm Zimmermann, 71, tysk författare och politiker.

### Fjärde kvartalet

#### Oktober
- 11 oktober – William P. Longley, 27, amerikansk bandit.
- 24 oktober – John S. Carlile, 60, amerikansk politiker, senator 1861–1865.

#### November
- 16 november – Đura Jakšić, 46, serbisk konstnär och poet.
- 17 november – Karl Theodor Keim, 52, tysk protestantisk teolog.

#### December
- 14 december – Alice av Storbritannien, 35, brittisk prinsessa, storhertiginna av Hessen, dotter till Viktoria av Storbritannien och Albert av Sachsen-Coburg-Gotha.
- 29 december – Onslow Stearns, 68, amerikansk republikansk politiker, guvernör i New Hampshire 1869–1871.

### Fotnoter
1. ↑  Kungliga bilioteket Arkiverad 11 augusti 2015 hämtat från the Wayback Machine.
2. ↑  World Statesmen
3. ↑  ”1878 Foundation Deed Of The Salvation Army”. The Salvation Army. Arkiverad från originalet den 25 maj 2012. https://web.archive.org/web/20120525050352/http://www1.salvationarmy.org/heritage.nsf/titles/1878_Foundation_Deed_Of_The_Salvation_Army. Läst 26 augusti 2011.
4. ↑  Bilder ur drottning Victorias lif tecknade för barn 1887
5. ↑  Stockholms universitet
6. ↑  Uddevalla Arkiverad 14 november 2011 hämtat från the Wayback Machine.
7. ↑  Meter-system SAOB
8. ↑  Sverige 1900-talet – Sverige mellan tyskt och amerikanskt, NE, Bra Böcker, 2000